# Report à nouveau
 (février 2017).
Si vous disposez d'ouvrages ou d'articles de référence ou si vous connaissez des sites web de qualité traitant du thème abordé ici, merci de compléter l'article en donnant les références utiles à sa vérifiabilité et en les liant à la section « Notes et références ».
Le report à nouveau (RAN) est un poste comptable figurant au passif du bilan comptable dans les fonds propres des organisations. Il correspond au cumul des résultats déficitaires et à la fraction des résultats bénéficiaires qui n'est ni distribuée sous forme de dividende ni affectée en réserves légales ou facultatives.
L'assemblée générale ordinaire est appelée chaque année à statuer sur l'affectation du résultat comptable de l'exercice clos. Celle-ci décidera, sur les résolutions qui lui sont soumises, de l'affectation totale ou partielle en compte report à nouveau du résultat concerné, la décision pouvant être d'affecter une partie de ce résultat en réserve spéciale ou de le  distribuer.
Outre les résultats courants, l'assemblée générale peut également décider d'utiliser tout ou partie du report à nouveau antérieur (s'il est bénéficiaire) pour le distribuer ou l'affecter en réserve.

## Report à nouveau bénéficiaire
L'affectation d'une partie des bénéfices dans le compte report à nouveau permet de compenser une perte d'un précédent exercice ou d'anticiper une perte éventuelle au cours d'un prochain exercice et d'augmenter son actif sans pour autant accroître son endettement.

## Report à nouveau déficitaire
En cas de cumul de résultat négatif, le report à nouveau est qualifié de déficitaire. Il vient alors en déduction des fonds propres et pourra être déduit du bénéfice d'un exercice ultérieur dans une limite de 10 ans.

## France
En France, selon les normes comptables applicables et la codification du plan comptable, le RAN bénéficiaire est comptabilisé en compte 110, et le RAN déficitaire en compte 119.